# Michail Iosifovič Dubson
Michail Iosifovič Dubson (Smolensk, 31 ottobre 1899 – Leningrado, 10 marzo 1961) è stato un regista cinematografico sovietico.

## Filmografia parziale

### Regista
- Giftgas (1929)
- Bol'šie kryl'ja (1937)
- Štorm (1957)